# Feissons-sur-Salins
 Feissons-sur-Salins  es una población y comuna francesa, en la región de Ródano-Alpes, departamento de Saboya, en el distrito de Albertville y cantón de Bozel.

## Demografía
| 166 | 136 | 101 | 108 | 130 | 161 |
| Para los censos de 1962 a 1999 la población legal corresponde a la población sin duplicidades (Fuente: INSEE [Consultar]) |     |     |     |     |     |